# Страховая пенсия
Страховая пенсия (трудовая пенсия) — ежемесячная денежная выплата для компенсации гражданам заработной платы или другого дохода, которые они получали в период трудовой деятельности, а также компенсация дохода, который утратили нетрудоспособные члены семьи застрахованного лица в связи с его смертью. К страховой пенсии устанавливается фиксированная выплата в твердом размере, которая зависит от вида страховой пенсии. Размер выплаты ежегодно индексируется государством.

## Определение
Согласно ст 3. Федерального закона «О страховых пенсиях» страховая пенсия — ежемесячная денежная выплата в целях компенсации застрахованным лицам заработной платы и иных выплат и вознаграждений, утраченных ими в связи с наступлением нетрудоспособности вследствие старости или инвалидности, а нетрудоспособным членам семьи застрахованных лиц заработной платы и иных выплат и вознаграждений кормильца, утраченных в связи со смертью этих застрахованных лиц, право на которую определяется в соответствии с условиями и нормами, установленными законодательством. При этом наступление нетрудоспособности и утрата заработной платы и иных выплат и вознаграждений в таких случаях предполагаются и не требуют доказательств.

## Виды страховых пенсий
Страховая пенсия имеет три вида:
- страховая пенсия по старости (назначается мужчинам, достигшие возраста 65 лет, и женщинам, достигшие возраста 60 лет, при наличии необходимого страхового стажа; отдельные категории граждан могут получить право на страховую пенсию раньше);
- страховая пенсия по инвалидности (назначается инвалидам I, II или III группы при наличии страхового стажа, продолжительность которого не имеет значения, и независимо от причины инвалидности и времени ее наступления, не имеет значения, работает в данный момент инвалид или нет);
- страховая пенсия по случаю потери кормильца (назначается нетрудоспособным членам семьи умершего кормильца, состоявшим на его иждивении, кроме лиц, совершивших умышленное уголовно наказуемое деяние, повлекшее за собой смерть кормильца и установленное в судебном порядке).

## Досрочное назначение страховой пенсии по старости
Страховая пенсия по старости может быть назначена ранее достижения общеустановленного пенсионного возраста. Условием для назначения такой пенсии является наличие определенной продолжительности страхового стажа и (или) стажа на соответствующих видах работ, а также величины индивидуального пенсионного коэффициента, размер которого с 1 января 2015 года устанавливается не ниже 6,6 с последующим ежегодным увеличением на 2,4 до достижения в 2025 году величины коэффициента 30. В соответствии с пенсионным законодательством правом на досрочную пенсию обладают установленные соответствующим законом профессиональные и социальные категории граждан. При этом для определенных профессиональных категорий периоды соответствующей работы засчитываются в стаж для досрочной пенсии начиная с 1 января 2013 года при уплате страховых взносов по дополнительному тарифу, а после проведения специальной оценки условий труда – наличия на рабочих местах вредного и (или) опасного класса условий труда.

## Выплаты страховой пенсии
Согласно БРЭ трудовые пенсии (страховые пенсии) могут получать граждане РФ, постоянно проживающие в РФ иностранные граждане и лица без гражданства наравне с гражданами России. Трудовые пенсии начисляются тем, кто в период трудовой деятельности подлежал обязательному пенсионному страхованию (наёмные работники и другие категории работающих граждан). Фонд для трудовых пенсией формируется из средств ПФР, образуемых в основном за счёт страховых взносов, которые отчисляются работодателями в пользу работников по тарифам, устанавливаемым федеральным законом. Возможна и добровольная уплата гражданами страховых взносов. Средства ПФР не входят в доход государственного бюджета.